# Catherine O'Hara
Pour les articles homonymes, voir O'Hara.
Catherine O'Hara, née le 4 mars 1954 à Toronto, Ontario (Canada) est une actrice et réalisatrice canado-américaine.
En France, elle est surtout connue pour ses rôles dans le film de Tim Burton, Beetlejuice, dans les films de Chris Columbus, Maman, j'ai raté l'avion ! et Maman, j'ai encore raté l'avion !, dans le film de Brad Silberling, Les Désastreuses Aventures des orphelins Baudelaire et plus tard dans la série adaptée des mêmes romans.

## Biographie

### Jeunesse
Catherine Anne O'Hara est née le 4 mars 1954 à Toronto, Ontario (Canada) dans une famille d'origine irlandaise et a été élevée selon la religion catholique. Elle a suivi sa scolarité au Burnhamthorpe Collegiate Institute.

### Carrière
Catherine O'Hara commence sa carrière en 1974 en tant que membre de la troupe de théâtre The Second City dans sa ville natale. Elle sert en tant que doublure pour Gilda Radner jusqu'à ce que celle-ci rejoigne le Saturday Night Live,. Deux ans plus tard, la troupe créé l'émission à sketches Second City Television (SCTV), dans laquelle elle apparaît régulièrement.
Au début des années 1980, elle est embauchée pour remplacer Ann Risley (en) alors que la Saturday Night Live est en réorganisation. Finalement, elle quitte l'émission sans jamais être apparue à l'écran et rejoint SCTV qui vient d'être signée par NBC. À la même période, Catherine O'Hara commence sa carrière cinématographique dans le film Double Negative (1980) avec ses co-stars de SCTV John Candy, Eugene Levy et Joe Flaherty.
Elle fait également des nombreux doublages pour des films d'animation depuis les années 1990 dont L'Étrange Noël de monsieur Jack (1993), Bartok le Magnifique (1999), Chicken Little (2005), Nos voisins, les hommes (2006), Monster House (2006), Frère des ours 2 (2006), Frankenweenie (2012) et plus récemment, La Famille Addams (2019).
Aux côtés d'Eugene Levy, elle joue le rôle de 2015 à 2020 de Moira Rose dans la sitcom de CBC Bienvenue à Schitt's Creek, performance qui lui vaut quatre récompenses aux Prix Écrans canadiens de la Meilleure actrice dans une série comique et une nomination au Primetime Emmy Award de la meilleure actrice dans une série télévisée comique,.
En 2017, elle est choisie pour le rôle du Dr. Georgina Orwell dans la première saison des Désastreuses Aventures des orphelins Baudelaire de Netflix.

## Filmographie

### Cinéma

#### Films
- 1980 : Double Negative de George Bloomfield : Judith
- 1985 : After Hours de Martin Scorsese : Gail
- 1986 : La Brûlure (Heartburn) de Mike Nichols : Betty
- 1988 : Beetlejuice de Tim Burton : Delia Deetz
- 1990 : Dick Tracy de Warren Beatty : Texie Garcia
- 1990 : Le Mariage de Betsy (Betsy's Wedding) d'Alan Alda : Gloria Henner
- 1990 : Maman, j'ai raté l'avion ! (Home Alone) de Chris Columbus : Kate McCallister
- 1992 : Maman, j'ai encore raté l'avion ! (Home Alone 2 : Lost in New York) de Chris Columbus : Kate McCallister
- 1994 : Le Cadeau du ciel (A Simple Twist of Fate) de Gillies MacKinnon : April Simon
- 1993 : L'Étrange Noël de monsieur Jack (The Nightmare Before Christmas) de Henry Selick : Sally / Stram (Shock) (voix)
- 1994 : Le Journal (The Paper) de Ron Howard : Susan
- 1994 : Wyatt Earp de Lawrence Kasdan : Allie Earp
- 1995 : Les Légendes de l'Ouest (Tall Tale) de Jeremiah Chechik : Calamity Jane
- 1996 : Waiting for Guffman de Christopher Guest : Sheila Albertson
- 1996 : The Last of the high kings de David Keating : Cathleen
- 1997 : Fifi Brindacier (Pippi Langstrump) de Clive Smith : Mrs. Prysselius (voix)
- 1998 : Méli-Mélo (Home Fries) de Dean Parisot : Beatrice Lever
- 1999 : Bartok le Magnifique (Bartok the Magnificent) de Don Bluth et Gary Goldman : Ludmilla (voix)
- 2000 : Bêtes de scène (Best in Show) de Christopher Guest : Cookie Fleck
- 2001 : Orange County de Jake Kasdan : Cindy Beugler
- 2002 : A Mighty Wind de Christopher Guest : Mickey Crabbe
- 2002 : Famille à louer (Surviving Christmas) de Mike Mitchell : Christine Valco
- 2002 : À la recherche de Debra Winger (Searching for Debra Winger) de Rosanna Arquette : elle-même
- 2004 : Les Désastreuses aventures des orphelins Baudelaire (Lemony Snicket's A Series of Unfortunate Events) de Brad Silberling :  La juge Abott
- 2004 : Nos voisins, les hommes (Over the Hedge) de Tim Johnson : Penny (voix)
- 2006 : Pénélope de Mark Palansky : Jessica Wilhern
- 2006 : Game 6 de Michael Hoffman : Lillian Rogan
- 2006 : Barbie au bal des douze princesses (Barbie in The Twelve Dancing Princesses) de Greg Richardson : Rowena (voix)
- 2009 : Away We Go de Sam Mendes : Gloria
- 2009 : Max et les Maximonstres (Where the Wild Things Are) de Spike Jonze : Judith (voix)
- 2010 : Kiss and Kill de Robert Luketic : Mme Kornfeldt
- 2011 : Un monstre à Paris de Bibo Bergeron : Madame Carlotta (voix)
- 2012 : Frankenweenie de Tim Burton : Mme Frankenstein / Weird Girl / Gym Teacher (voix)
- 2013 : Hokus pokus Alfons Åberg de Torill Kove : Trollkarl Fru Singoalla
- 2019 : La Famille Addams (The Addams Family) de Conrad Vernon et Greg Tiernan : grand-mère Frump (voix)
- 2023 : Marchands de douleur (Pain Hustlers) de David Yates : Jackie Drake
- 2024 : Argylle de Matthew Vaughn : Ruth Conway
- 2024 : Beetlejuice Beetlejuice de Tim Burton : Delia Deetz
- 2024 : Le Robot sauvage (The Wild Robot) de Chris Sanders : Queue-Rose (Pinktail en VO) (voix)

### Télévision

#### Téléfilms
- 1978 : Witch's Night Out de John Leach : Malicious (voix)
- 1980 : Le Lapin de Pâques (Easter Fever) de John Celestri et Greg Duffell : Scarlett O'Hara (voix)
- 1985 : The Last Polka de John Blanchard : Sylvie Lemon
- 1986 : Dave Thomas: The Incredible Time Travels of Henry Osgood de Dave Thomas : Marie-Antoinette d'Autriche
- 1987 : Really Weird Tales de John Blanchard et Paul Lynch : Theresa Sharpe
- 1989 : I, Martin Short, Goes Hollywood d'Eugene Levy : Nancy Mae
- 1997 : Hope de Goldie Hawn : Muriel MacSwain
- 1999 : Late Last Night de Steven Brill : la psy
- 2004 : Le Bonnet de laine (The Wool Cap) d'Steven Schaetcher : Gloria
- 2004 : The Rutles 2: Can't Buy Me Lunch d'Eric Idle : Astro Gilde
- 2008 : Good Behavior de Charles McDougall : Jackie West
- 2010 : Temple Grandin de Mick Jackson : Tante Ann
- 2013 : To My Future Assistant de Peyton Reed : Magda

#### Séries télévisées
- 1990 : Dream On : Irma (saison 1, épisode 12)
- 1994 : Les Contes de la crypte(Tales from the Crypt) : Avocate (saison 6, épisode 1)
- 1997 : Au-delà du réel (The Outer Limits) : Becka Paulson (saison 3, épisode 15)
- 2003-2005 : Six Feet Under : Carol Ward (4 épisodes)
- 2009 : Larry et son nombril (Curb Your Enthusiasm) : Bam Bam (saison 7, épisode 1)
- 2013 : 30 Rock : Pearline (saison 7, épisode 2)
- 2015-2020 : Schitt's Creek : Moira Rose (saisons 1 à 6, 66 épisodes)
- 2015 : Modern Family : Debra Radcliffe (saison 7, épisode 8)
- 2016-2018 : Skylanders Academy : Kaossandra (voix)
- 2016 : Princesse Sofia (Sofia the First) : Morgana (voix)
- 2016 : Harvey Beaks : Miley (saison 2, épisode 3)
- 2018 : Les Nouvelles Aventures du bus magique (The Magic School Bus Rides Again) : Tante Tenneli (voix)
- 2017-2018 : Les Désastreuses Aventures des orphelins Baudelaire (A Series of Unfortunate Events) : Dr Georgina Orwell (saisons 1 et 2)
- 2019-2020 : Les Mômes de l'apocalypse (Energy Crisis) : Skaelka (6 épisodes)
- 2025 : The Last of Us : Gail
- 2025 : The Studio : Patty Leigh

#### Clip
- 2024 : Boy George, Ariana DeBose, Nile Rodgers ; Electric Energy (Thème de Argylle) : Guest-star chanteuse-danseuse[12]

## Distinctions
Sauf indication contraire, les informations mentionnées dans cette section peuvent être confirmées par la base de données cinématographiques IMDb,  présente dans la section « Liens externes ».

### Récompenses
- 72e cérémonie des Primetime Emmy Awards : Primetime Emmy Award de la meilleure actrice dans une série télévisée comique
- 7e cérémonie des Prix Écrans canadiens : Meilleure actrice comique pour son rôle dans Schitt's Creek.
- 6e cérémonie des Prix Écrans canadiens : Meilleure actrice comique pour son rôle dans Schitt's Creek.
- 5e cérémonie des Prix Écrans canadiens : Meilleure actrice comique pour son rôle dans Schitt's Creek.
- 4e cérémonie des Prix Écrans canadiens : Meilleure actrice comique pour son rôle dans Schitt's Creek.
- Prix ACTRA 2016 : Meilleure performance féminine pour son rôle dans Schitt's Creek.
- 20e cérémonie des prix Génie : Prix Génie de la meilleure actrice dans un second rôle pour son rôle dans The Life Before This.
- Prix Gemini 1995 : Earle Grey Award pour Second City Television.
- 34e cérémonie des Primetime Emmy Awards : Primetime Emmy Award du meilleur scénario pour une émission de divertissement pour l'épisode « Moral Majority Show » (10 juillet 1981) de Second City Television.
- 2021 : Golden Globe de la meilleure actrice dans une série télévisée musicale ou comique pour Schitt's Creek [13]
- Screen Actors Guild Awards 2021 : Meilleure actrice dans une série comique pour Bienvenue à Schitt's Creek
- Critics' Choice Television Awards 2021 : Meilleure actrice dans une série comique pour Bienvenue à Schitt's Creek

### Nominations
- 26e cérémonie des Screen Actors Guild Awards : Screen Actors Guild Award de la meilleure actrice dans une série télévisée comique pour son rôle dans Schitt's Creek.
- 26e cérémonie des Screen Actors Guild Awards : Screen Actors Guild Award de la meilleure distribution pour une série télévisée comique pour le cast de Schitt's Creek.
- 8e cérémonie des Prix Écrans canadiens : Meilleure actrice comique pour son rôle dans Schitt's Creek.
- 23e cérémonie des Satellite Awards : Satellite Award de la meilleure actrice dans une série télévisée musicale ou comique pour son rôle dans Schitt's Creek.
- 71e cérémonie des Primetime Emmy Awards : Primetime Emmy Award de la meilleure actrice dans une série télévisée comique pour son rôle dans Schitt's Creek.
- 40e cérémonie des Annie Awards : Meilleure doublage dans un film d'animation pour celui de la Fille bizarre dans Frankenweenie.
- 17e cérémonie des Screen Actors Guild Awards : Screen Actors Guild Award de la meilleure actrice dans une mini-série ou un téléfilm pour son rôle dans Temple Grandin.
- 62e cérémonie des Primetime Emmy Awards : Primetime Emmy Award de la meilleure actrice dans un second rôle dans une mini-série ou un téléfilm pour son rôle dans Temple Grandin.
- 15e cérémonie des Satellite Awards : Satellite Award de la meilleure actrice dans un second rôle dans une série télévisée pour son rôle dans Temple Grandin.
- 13e cérémonie des Chlotrudis Awards : Chlotrudis Award de la meilleure actrice dans un second rôle pour son rôle dans For Your Consideration.
- 22e cérémonie des Film Independent's Spirit Awards : Meilleure actrice dans un second rôle pour son rôle dans For Your Consideration.
- EDA Awards 2006 : Meilleure actrice comique pour son rôle dans For Your Consideration.
- 8e cérémonie des Satellite Awards : Satellite Award de la meilleure actrice dans un second rôle pour son rôle dans A Mighty Wind.
- 5e cérémonie des Satellite Awards : Satellite Award de la meilleure actrice dans un second rôle pour son rôle dans Bêtes de scène.
- Prix Gemini 1998 : Meilleure actrice invitée dans une série dramatique pour son rôle dans Au-delà du réel.
- 35e cérémonie des Primetime Emmy Awards : Primetime Emmy Award du meilleur scénario pour une émission de divertissement pour l'épisodes « The Christmas Show » de Second City Television.
- 34e cérémonie des Primetime Emmy Awards : Primetime Emmy Award du meilleur scénario pour une émission de divertissement pour l'épisode « Christmas Show » (18 décembre 1981) pour Second City Television.
- 34e cérémonie des Primetime Emmy Awards : Primetime Emmy Award du meilleur scénario pour une émission de divertissement pour l'épisode avec Tony Bennett (16 avril 1982) pour Second City Television.
- 34e cérémonie des Primetime Emmy Awards : Primetime Emmy Award du meilleur scénario pour une émission de divertissement pour l'épisode « Cycle Two, Show Two » (23 octobre 1981) pour Second City Television.

## Voix francophones
En France
| - Marie-Brigitte Andreï dans : - Maman, j'ai raté l'avion ! - Maman, j'ai encore raté l'avion ! - Wyatt Earp - Martine Irzenski dans : - Les Désastreuses Aventures des orphelins Baudelaire (série télévisée) - Marchands de douleur - The Studio (série télévisée) | Et aussi - Sylvie Feit (*1940 - 2021) dans La Brûlure - Arlette Thomas (*1927 - 2015) dans Beetlejuice - Anne Rondeleux dans Le Cadeau du ciel - Hélène Chanson dans Bêtes de scène - Marie-Madeleine Burguet-Le Doze dans Away We Go - Emmanuèle Bondeville dans Kiss and Kill - Josiane Pinson dans Modern Family (série télévisée) - Nathalie Spitzer dans Argylle - Catherine Davenier dans Beetlejuice Beetlejuice - Béatrice Delfe dans The Last of Us (série télévisée) |